# Collix sticticata
Collix sticticata är en fjärilsart som beskrevs av W. Warren 1902. Collix sticticata ingår i släktet Collix och familjen mätare. Inga underarter finns listade i Catalogue of Life.